# Kosmos 21
Kosmos 21 (tiếng Nga: Космос 21) là một tàu vũ trụ của Liên Xô với một nhiệm vụ không rõ ràng. Nhiệm vụ này đã được NASA xác định một cách không chắc chắn là một thử nghiệm công nghệ của các tàu vũ trụ thăm dò Venera. Nó có thể là một nỗ lực bay sát sao Kim, có lẽ tương tự như nhiệm vụ sau của Kosmos 27, hoặc nó có thể đã được dự định từ đầu để duy trì trong quỹ đạo địa tâm. Trong mọi trường hợp, tàu vũ trụ này không bao giờ rời khỏi quỹ đạo Trái Đất sau khi được phóng lên bằng tên lửa đẩy SL-6/A-2-e. Tàu vũ trụ đã rơi trở lại khí quyển Trái Đất vào ngày 14 tháng 11, ba ngày sau khi phóng.
Kosmos 21 được ra mắt lúc 06:23:35 UTC ngày 11 tháng 11 năm 1963, trên đỉnh một tên lửa mang tên Molniya 8K78 bay từ vị trí 1/5 tại sân bay vũ trụ Baikonur. Tên phát triển ban đầu của nó trước khi được đặt tên thành Kosmos 21 khi nó đạt đến quỹ đạo là 3MV-1 No. 1.
Bắt đầu từ năm 1962, cái tên Kosmos được trao cho tàu vũ trụ của Liên Xô vẫn còn trong quỹ đạo Trái Đất, bất kể đó có phải là đích đến cuối cùng của chúng hay không. Việc chỉ định nhiệm vụ này như một cuộc khảo sát hành tinh dự định được dựa trên bằng chứng từ các nguồn tài liệu lịch sử và Liên Xô và không thuộc Liên Xô. Thông thường, các nhiệm vụ hành tinh của Liên Xô ban đầu được đưa vào quỹ đạo chờ quay xung quanh Trái Đất như một nền tảng phóng với một động cơ tên lửa và tàu thăm dò kèm theo. Các tàu thăm dò sau đó được phóng lên các mục tiêu của chúng với một động cơ đốt cháy với thời gian khoảng 4 phút. Nếu động cơ không hài lòng hoặc cháy không hoàn toàn, các tàu vũ trụ thăm dò sẽ được để lại trong quỹ đạo Trái Đất và được chỉ định thành mã Kosmos.